# Kentucky Speedway
Kentucky Speedway é um circuito oval de 1.5 milha (2.4 km), localizado na cidade de Sparta, Kentucky, Estados Unidos. O autódromo abriga uma das etapas da IRL, ARCA e NASCAR.

## Historia

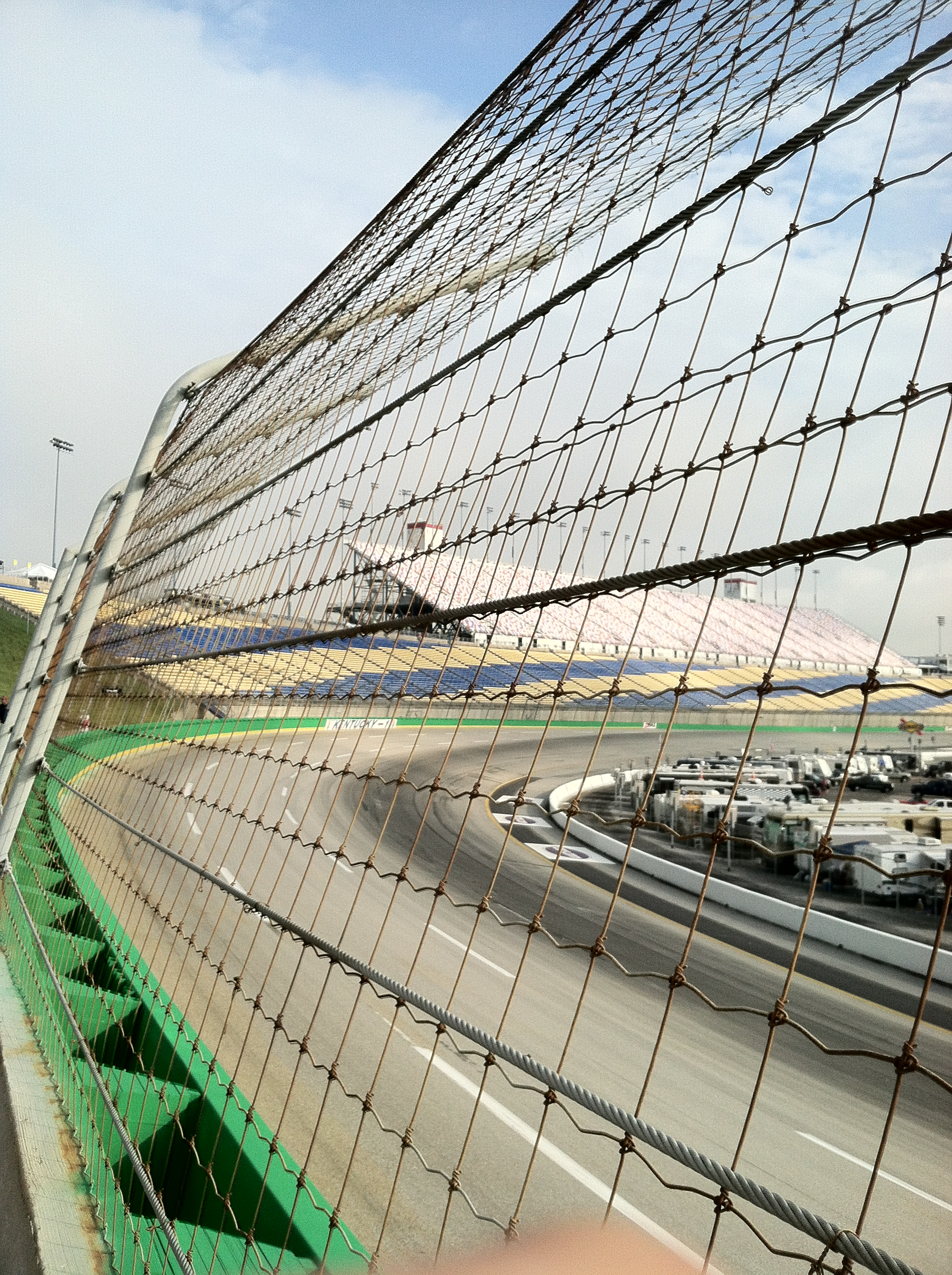
Curva 1 do Kentucky Speedway.

Em 8 de janeiro de 1998, Jerry Carroll anunciou que ele e outros quatro investidores iriam construir uma instalação de corrida de $ 153 milhões em Esparta, Kentucky. [3] Cinco meses depois, realizaram-se cerimônias inovadoras em 18 de julho de 1998. Enquanto a construção continuava, anunciava-se que a estrada seria aberta com uma corrida ARCA em 2000. Posteriormente, anunciou-se que a Indy Racing League IndyCar Series promoveria uma corrida seguindo A raça ARCA. Os testes na pista começaram com Bill Baird, que participou da ARCA. Em novembro de 1999, anunciou-se que também teria uma corrida NASCAR Craftsman Truck Series (agora campeão World Truck Series) em 2000. A estrada continuou a anunciar corridas para a temporada de corridas de 2000, uma das quais foi uma segunda corrida da ARCA. [ 3] Vários meses depois, o caminho da estrada decidiu ressurgir a pista devido a solavancos na superfície do inverno. Em 16 de junho de 2000, a via aberta foi aberta com um evento Slim Jim All Pro Series. Um dia depois, o roadway realizou sua primeira grande série, a Craftsman Truck Series, que foi conquistada por Greg Biffle. [3] [4] Em agosto do mesmo ano, Buddy Lazier ganhou a série inaugural IndyCar Series. Em 29 de agosto de 2000, a NASCAR anunciou que o Kentucky Speedway também sancionaria uma corrida da série Busch (agora Xfinity Series) em 2001. Um ano após a abertura da via, realizou seu primeiro evento da série Busch, com Kevin Harvick emergindo como vencedor. 
Durante a corrida da Infiniti Pro Series 2002 (agora Indy Lights) na pista, Jason Priestley sofreu uma concussão e fraturas na coluna torácica e nos pés, tornando-se a primeira lesão maior que ocorreu na via rápida. Três anos depois, Carroll começou seus esforços para receber um evento da Série Nextel Cup (agora Monster Energy NASCAR Cup Series) na pista. Ao tentar fazê-lo, o Kentucky Speedway apresentou uma ação antitruste contra a NASCAR e a International Speedway Corporation (ISC). [4] O motivo do processo foi a afirmação de que ambas as empresas violaram as leis antitruste federais por restringir a concessão de eventos da série Nextel Cup. [5] O processo continuou por três anos antes de concluir em janeiro de 2008 com o juiz William O. Bertelsman demitido o julgamento com o ISC e NASCAR vencendo o processo. Após a demissão, o juiz Bertelsman comentou: "Após uma análise cuidadosa e uma revisão completa do registro, e concedendo ao Kentucky Speedway o benefício da dúvida em todas as inferências razoáveis, o tribunal conclui que o Speedway não conseguiu resolver o caso". [ 6]
Em maio de 2008, o Speedway anunciou que a Speedway Motorsports Inc. comprou a via de Jerry Carroll. Bruton Smith investiu US $ 50 milhões na via, e planejou mover um evento NASCAR Cup Series para a pista até 2009. No entanto, a via não recebeu um evento NASCAR Cup Series na temporada de 2009. [7] Também em 2009, o processo contra a NASCAR e o ISC foi descartado por Carroll, mas outros ex-proprietários do speedway processaram a Carroll, estendendo o processo ainda mais. [8]
A estrada continuou a ser o anfitrião dos eventos Camping World Truck Series, Nationwide Series, IndyCar e Firestone Indy Lights Series até 2010 e mais. Em 2010, os antigos proprietários da via aérea chegaram a um acordo, encerrando o processo. [4] Em agosto de 2010, anunciou-se que o speedway realizaria o evento inaugural NASCAR Cup Series, o Quaker State 400, durante a temporada de 2011. [9] Antes do primeiro evento NASCAR Cup Series, Kentucky Speedway expandiu a capacidade da faixa de 66.000 para 107.000. [9] O speedway também reconfigurou a estrada do poço e adicionou 200 acres de camping.